# Totally Minnie
Pour plus de détails, voir Fiche technique et Distribution.
Totally Minnie est un téléfilm musical américain diffusé le 25 février 1988 sur le réseau NBC en l'honneur de Minnie Mouse et présentée par Suzanne Somers.

## Synopsis
Suzanne Somers joue le rôle d'un professeur, apprenant à un nerd, Robert Carradine, comment être cool au sein du Minnie Mouse Center for the Totally Un-hip. Durant l'émission Minnie réalise un duo avec Elton John sur la chanson Don't Go Breaking My Heart.
D'autres personnages de Disney apparaissent aussi comme Mickey Mouse, Donald Duck, Dingo et Pluto.
Cette émission était la seule ayant offert un rôle de vedette à Minnie avant le lancement de la série Mickey Mania à la fin des années 1990.

## Fiche technique
- Réalisation : Scott Garen
- Production et scénario : Joie Albrecht, Scott Garen
- Sociétés de production : Garen/Albrecht Productions Inc, Walt Disney Television
- Distribution : Buena Vista Television, National Broadcasting Company

## Distribution
- Suzanne Somers : directeur d'école
- Robert Carradine : Maxwell Dwebb
- Elton John : lui-même
- Don Pardo : annonceur
- Vanna White : invité
- Acteurs vocaux 
  - Sam Kwasman : Donald Duck
  - Russi Taylor : Minnie Mouse
  - Will Ryan : Dingo / Pat Hibulaire
  - Wayne Allwine : Mickey Mouse
- Danseurs : Tina Caspary, Peggy Holmes, Lise Lang, Thelma Smith, Mavis Vegas Davis, Andrea Paige Wilson, Cheryl Yamaguchi, Angella Kaye

## Commentaires
C'est durant l'enregistrement de cette émission que Wayne Allwine, voix officielle de Mickey depuis 1983, a rencontré pour la première fois Russi Taylor, voix officielle de Minnie depuis 1985, avant qu'ils se marient en 1997.
Le but de cette production est de proposer une version plus rock de Minnie Mouse inspirée par Madonna.